# Скоморошки
Скоморо́шки — село в Україні, в Оратівській селищній громаді Вінницького району Вінницької області. Розташоване на обох берегах річки Безіменна (притока Роськи) за 22 км на північний захід від селища Оратів. Населення становить 796 осіб (станом на 1 січня 2018 р.).

## Історія
Засноване, очевидно, не пізніше кінця XIV ст., тобто в добу Великого князя литовського Вітовта. Адже згадка про нього є у виступі брацлавського писаря Северина Кропивницького (пращур засновника українського професійного театру Марка Кропивницького) на засіданні польського сейму у Варшаві 3 лютого 1581 року. Останній у присутності короля Стефана Баторія заявив про свої права на село Скоморошки, що знаходиться у басейні річки Роськи. Мотивував він це тим, що населений пункт належав ще його прапрадіду Григору Судимонтовичу, якому разом з іншими маєтностями воно було подароване Великим князем литовським Вітовтом («Документи Брацлавського воєводства 1566—1606 років». — Львів, 2008 — С. 274—275). Іншими історичними документами підтверджується, що згадана Грамота була видана пану Гринькові (Григору) 20 червня 1391 року..
На 1736 рік, в Скоморошках числилось 5 дворів, які належали до церковного приходу сусіднього села Човновиці. Обидва села належали до маєтку ключа князів Віжицьких.
На початку 19 століття Францішек Цешковський продав Скоморошки графу Красицькому, у 1810 році село було придбане Яковом Збишевським. Пізніше Скоморошки дісталися сину Якова Валеріану, який побудував тут у 1860 році цукровий завод, котрий наприкінці XIX століття був перебудований на модерніший. Цей завод невдовзі згорів. 1901 року підприємець Гальперин збудував новий корпус заводу, який було зруйновано влітку 2013 року. 1924 року було збудовано сільську школу (заводська семирічка). З 1934 року діє середня школа (перший випуск — 1937 рік).
У 1905 році мали місце заворушення селян і робітників цукрового заводу. За участь у виступах було страчено робітника Л. Романюка.
Село значно постраждало від Голодомору 1933 року, нині встановлено пам'ятний хрест. Точну кількість жертв встановити неможливо.
Під час Другої світової війни село, як й інші села тодішнього Погребищенського району, куди входили Скоморошки було окуповане нацистськими військами, у другій половині липня 1941 року. На фронтах Другої Світової війні воювало 580 мешканців села, у партизанах було 26 осіб, загинуло 166 скоморошанців, серед них Герой Радянського Союзу М. З. Брацюк. На цукровому заводі з січня 1942 до грудня 1943 року діяла група підпільників. Робітники створили підпільну групу з 14 осіб. Червоною армією село було зайняте 1 січня 1944 року.
На початку 1970-х років в селі працював цукровий комбінат, до складу якого входив радгосп, що обробляв 6928 га землі, в тому числі 5111 га орної, радгосп вирощував насіння цукрових буряків. Окрім радгоспу до складу комбінату входив цукровий завод 238 тис. центнерів цукру на рік. В селі були середня школа, будинок культури, дільнична лікарня та амбулаторія. У 1970-х роках село входило до складу Погребищенського району. 
З 1980 року, увійшло до складу новоствореного Оратівського р-ну.

### Сучасність
Основа економіки після банкрутства і руйнації цукрового заводу, залишається сільське господарство: діє спільне акціонерне товариство «Скоморошківське», яке займається вирощуванням цукрового буряка, пшениці, ячменю, кукурудзи, та інших сільськогосподарських культур.
12 червня 2020 року, відповідно розпорядження Кабінету Міністрів України № 707-р «Про визначення адміністративних центрів та затвердження територій територіальних громад Вінницької області», село за погодженим перспективним планом обʼєднання територіальних громад, відповідно увійшло до складу Оратівської селищної громади.
17 липня 2020 року, в результаті адміністративно-територіальної реформи та ліквідації Оратівського району, село увійшло до складу Вінницького району.

## Населення
Згідно з даними Всеукраїнського перепису населення, на 5 грудня 2001 року, в Скоморошках було обліковано 800 дворів і 1,4 тисячі людей постійного населення.
Демографічна ситуація яка склалась на 1 січня 2018 року, становила зареєстрованими в населеному пункті Скоморошки у кількості 796 осіб.
| Рік            | 1897 | ~1900 | ~1902 | ~1972 | 1989 | 2001 | 2018 |
| -------------- | ---- | ----- | ----- | ----- | ---- | ---- | ---- |
| Кількість осіб |      |       |       | 2382  |      | 1435 | 796  |

### Мова
Розподіл населення за рідною мовою за даними перепису 2001 року:
| Мова            | Кількість | Відсоток |
| --------------- | --------- | -------- |
| українська      | 1414      | 98.54%   |
| російська       | 17        | 1.18%    |
| вірменська      | 1         | 0.07%    |
| інші/не вказали | 3         | 0.21%    |
| Усього          | 1435      | 100%     |

## Транспорт
У селі до 2005 року була своя залізнична станція, але через руйнування цукрового заводу вона стала занедбаною, залізничне полотно демонтоване, будівля вокзалу станції зруйнована.
За 7 км на північ від села проходить залізниця Козятин — Жашків (зупинний пункт Пост Озерний). Поїзд із дизельним локомотивом Козятин — Жашків курсував щочетверга, в 2020 році, потяг був скасований, в зв'язку з пандемією ковід-19. Наразі сполучення не відновлене в зв'язку з незадовільним станом колії.
Також село сполучено автобусними рейсами до центру громади селища Оратів, та обласний і районний центр місто Вінницю.

## Відомі люди
народилися
- Компанієць-Киянченко Надія Дмитрівна (1913—2003) — українська художниця;
- Мартинюк Анатолій Іванович (нар. 1966) — український поет, член НСПУ.

проживали:
- Брацюк Микола Захарович (1909—1943), учасник Другої світової війни, Герой Радянського Союзу;
- Боярунець Юрій Олексійович (нар. 1953), український письменник, член НСПУ.

## Галерея

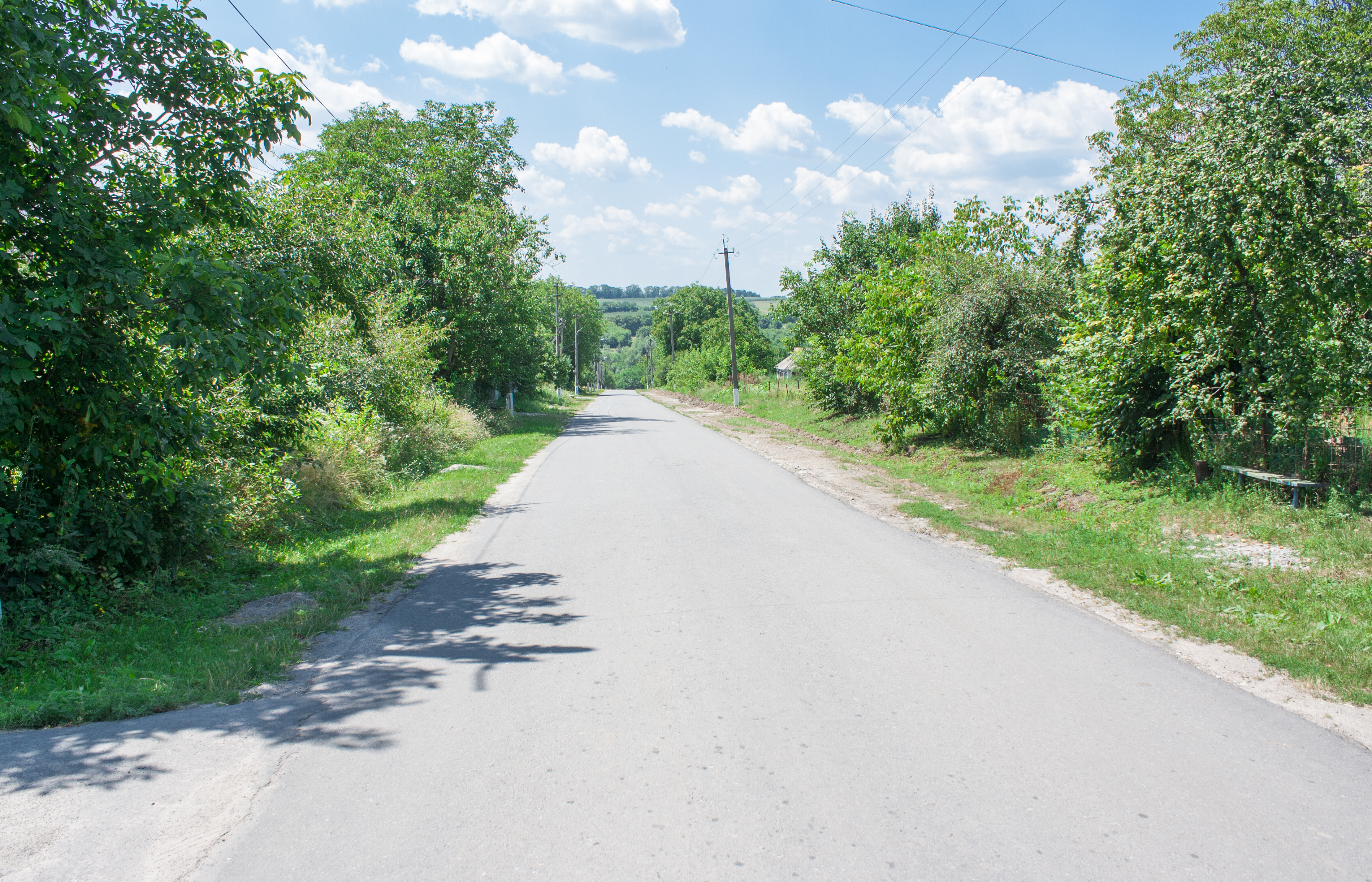
Вулиця
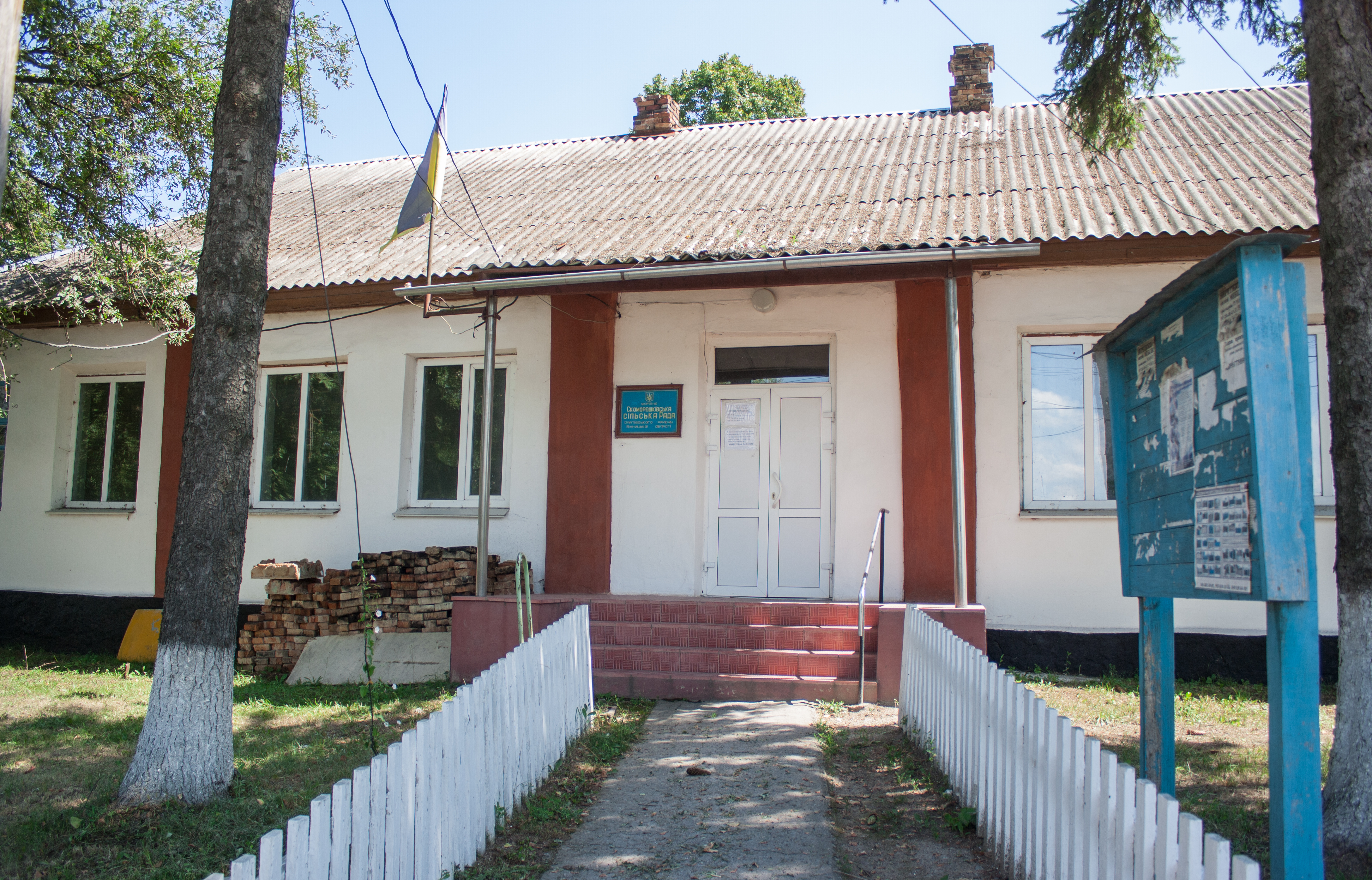
Сільська рада
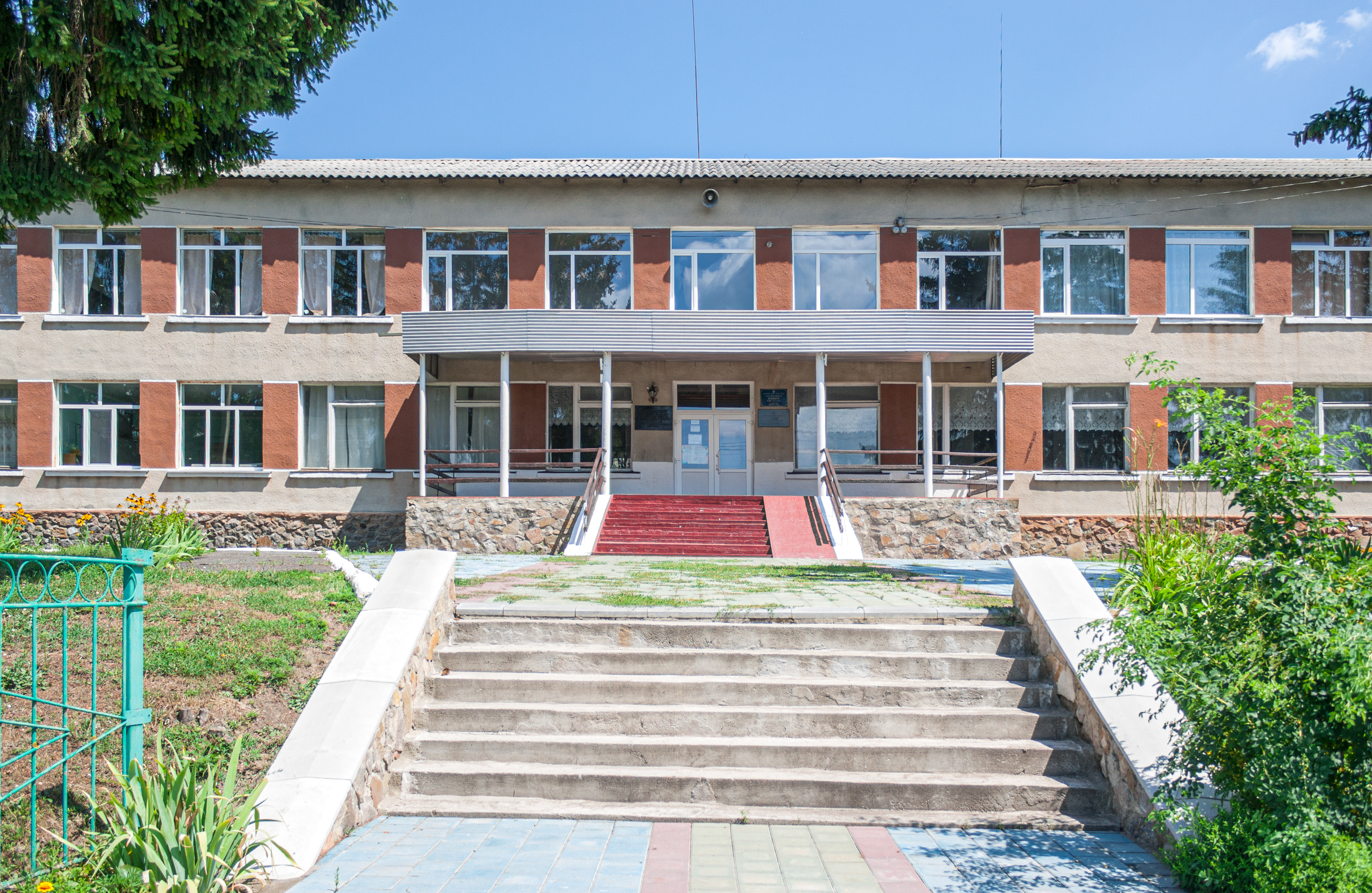
Школа
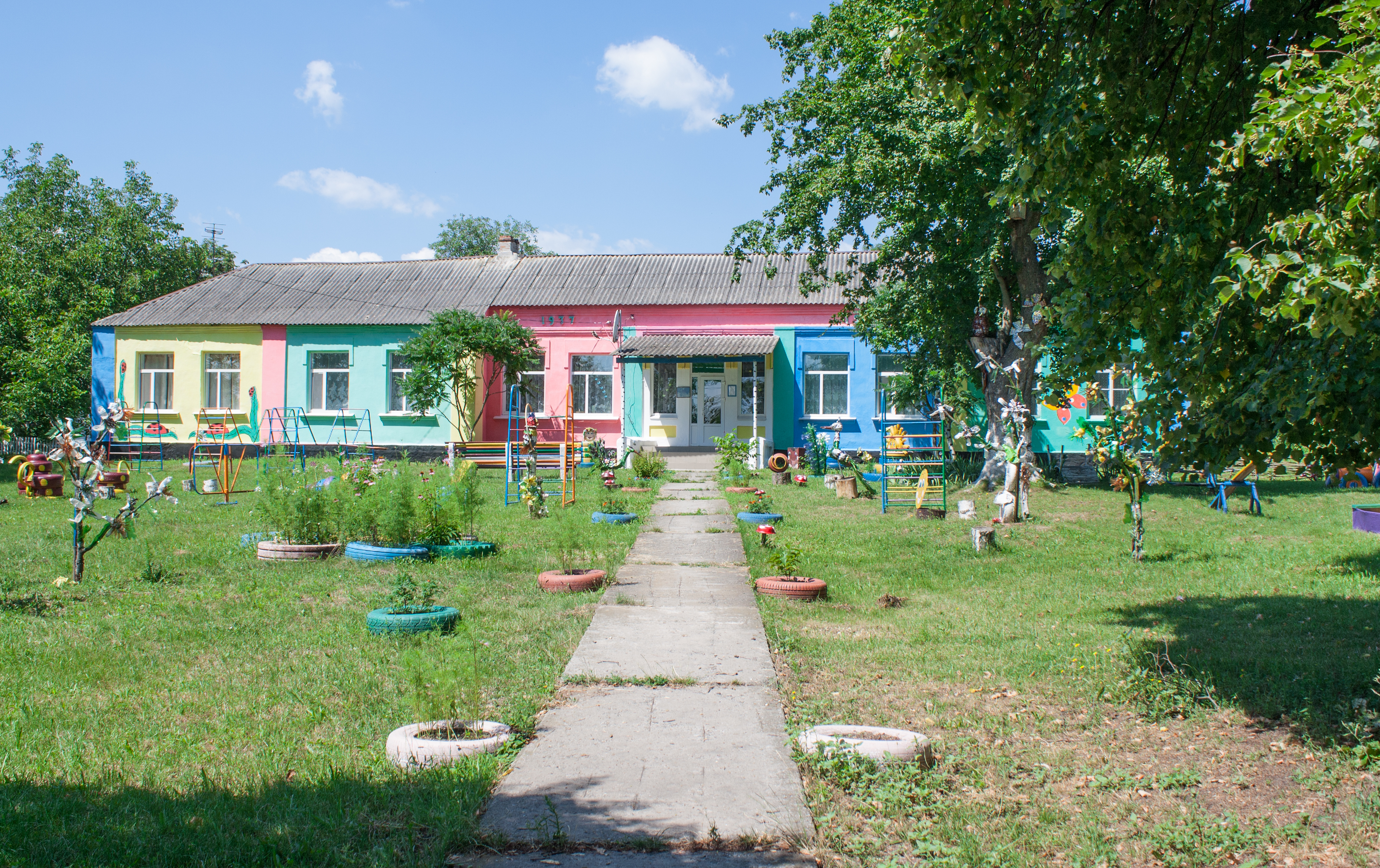
Дитсадок
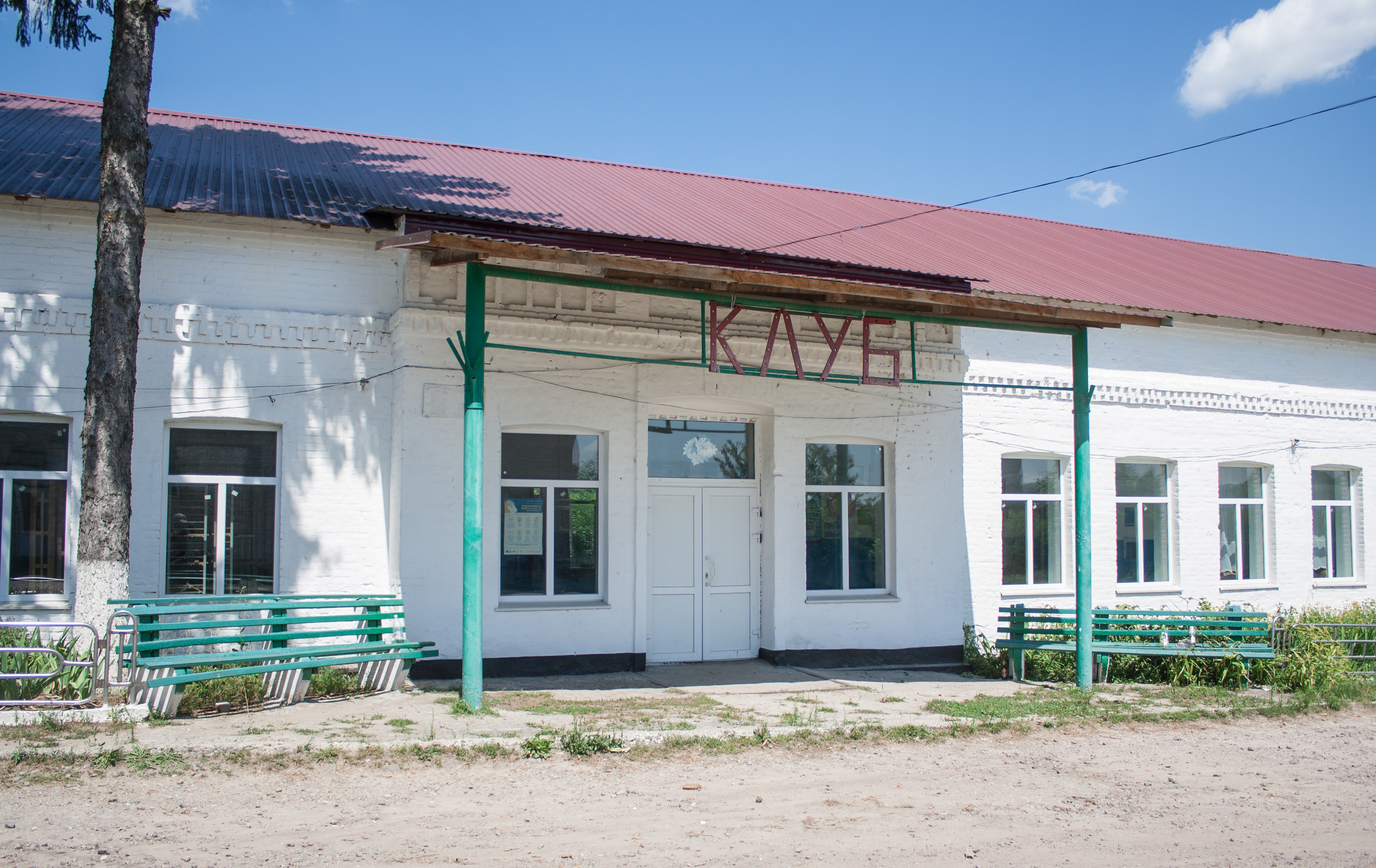
Клуб
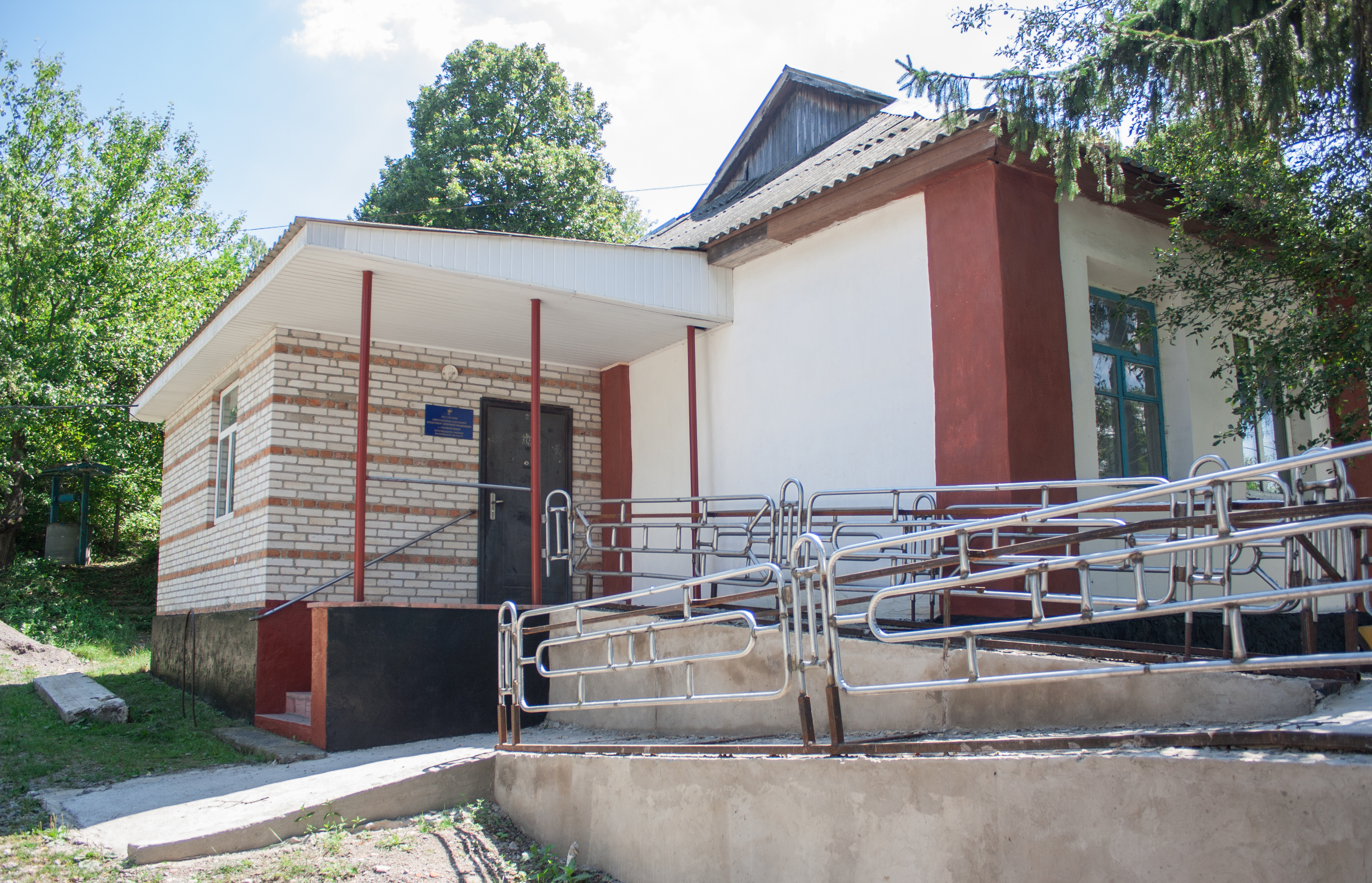
Амбулаторія
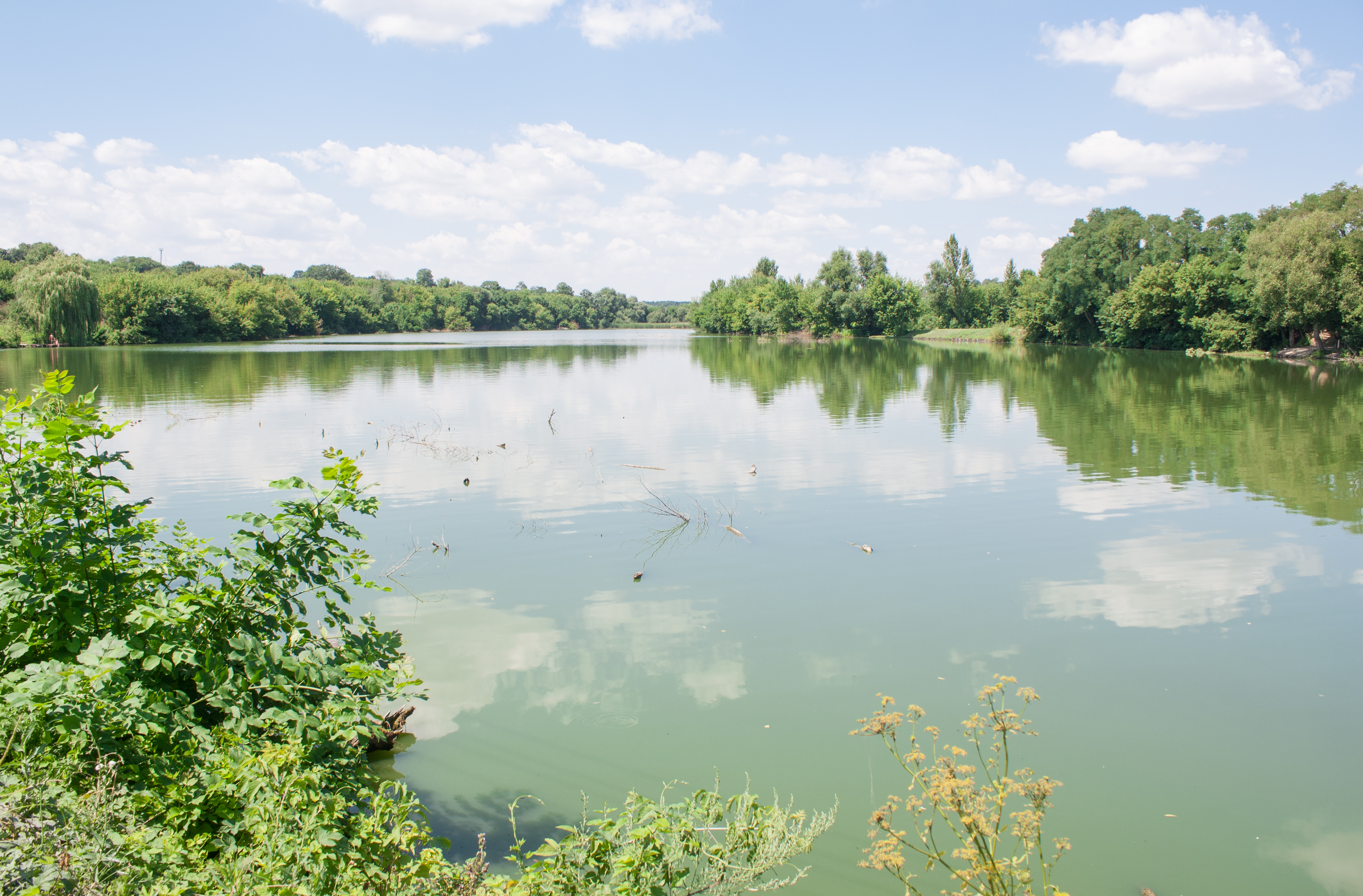
Ставок
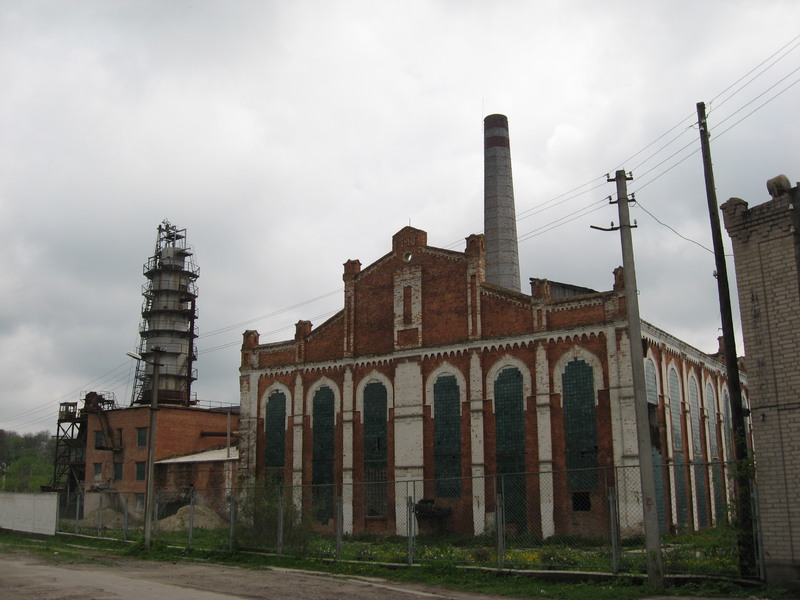
Цукрозавод (2008 р.)
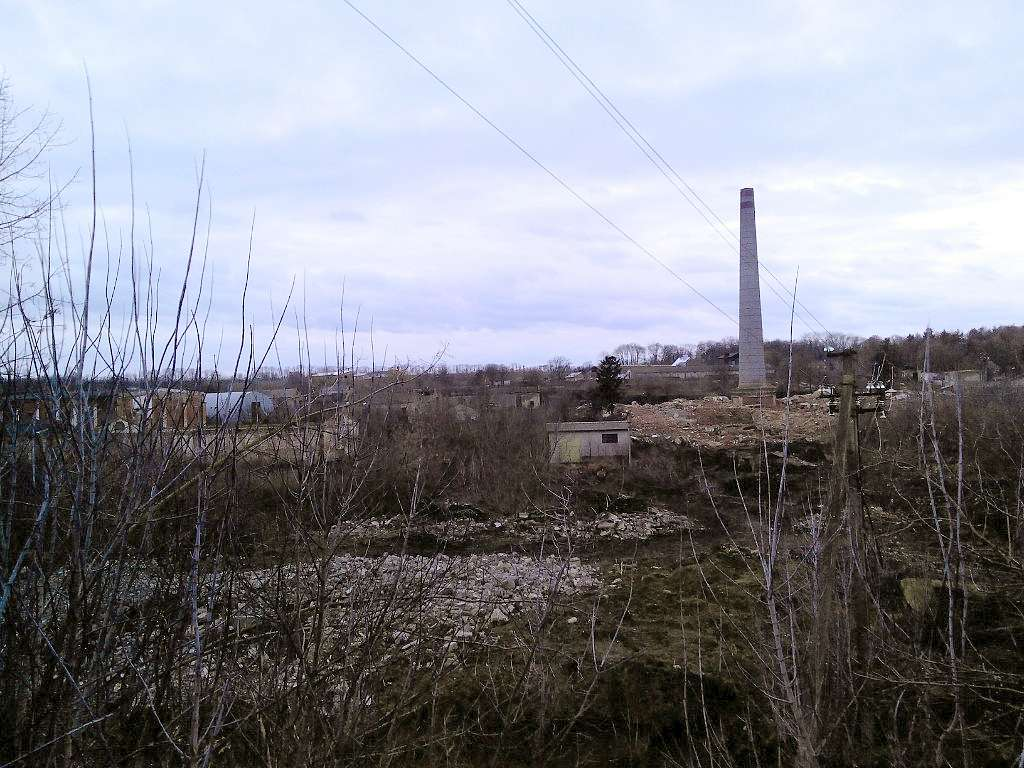
Руїни цукрозаводу (2020 р.)
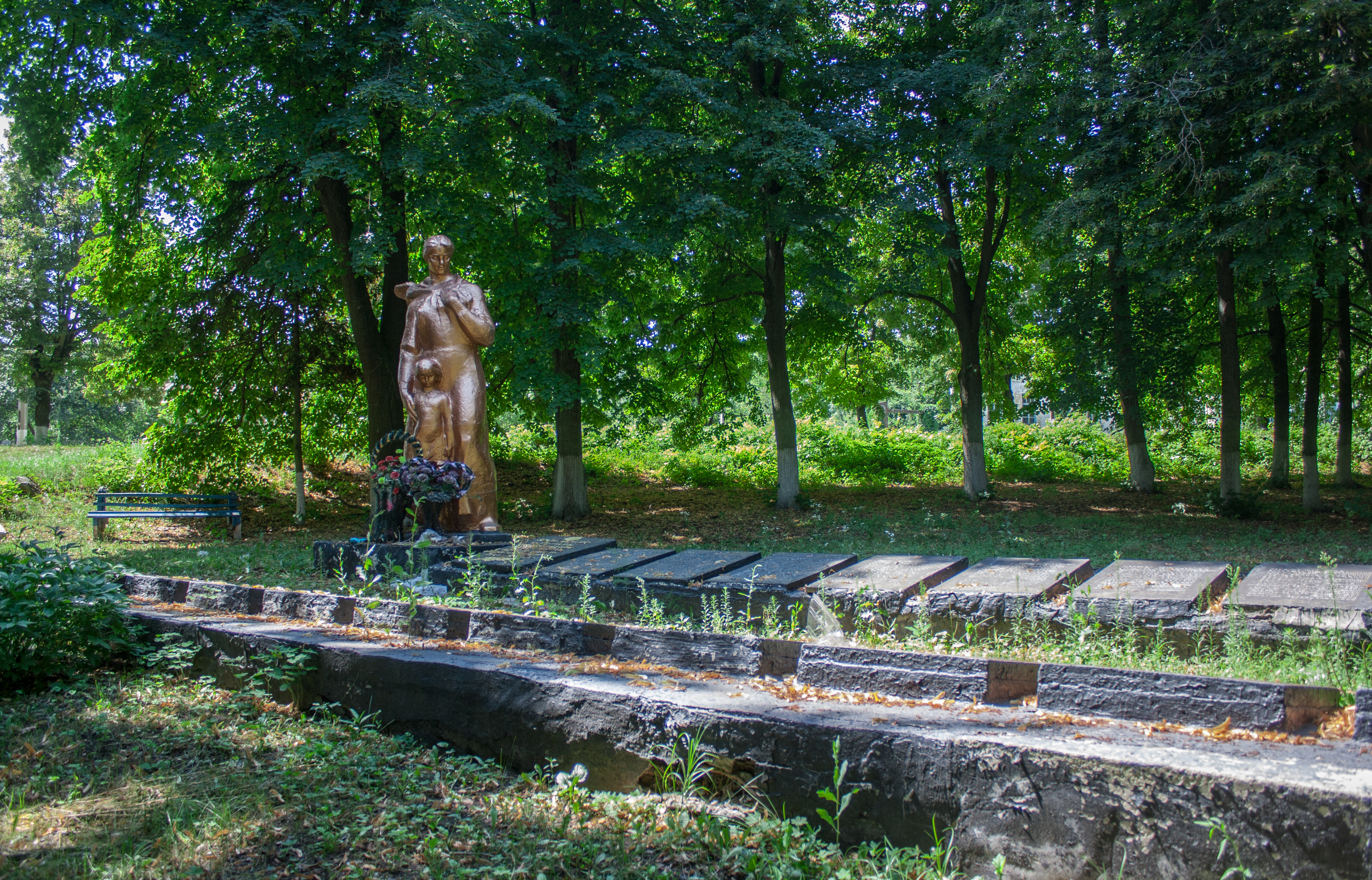
Пам'ятник воїнам-односельчанам
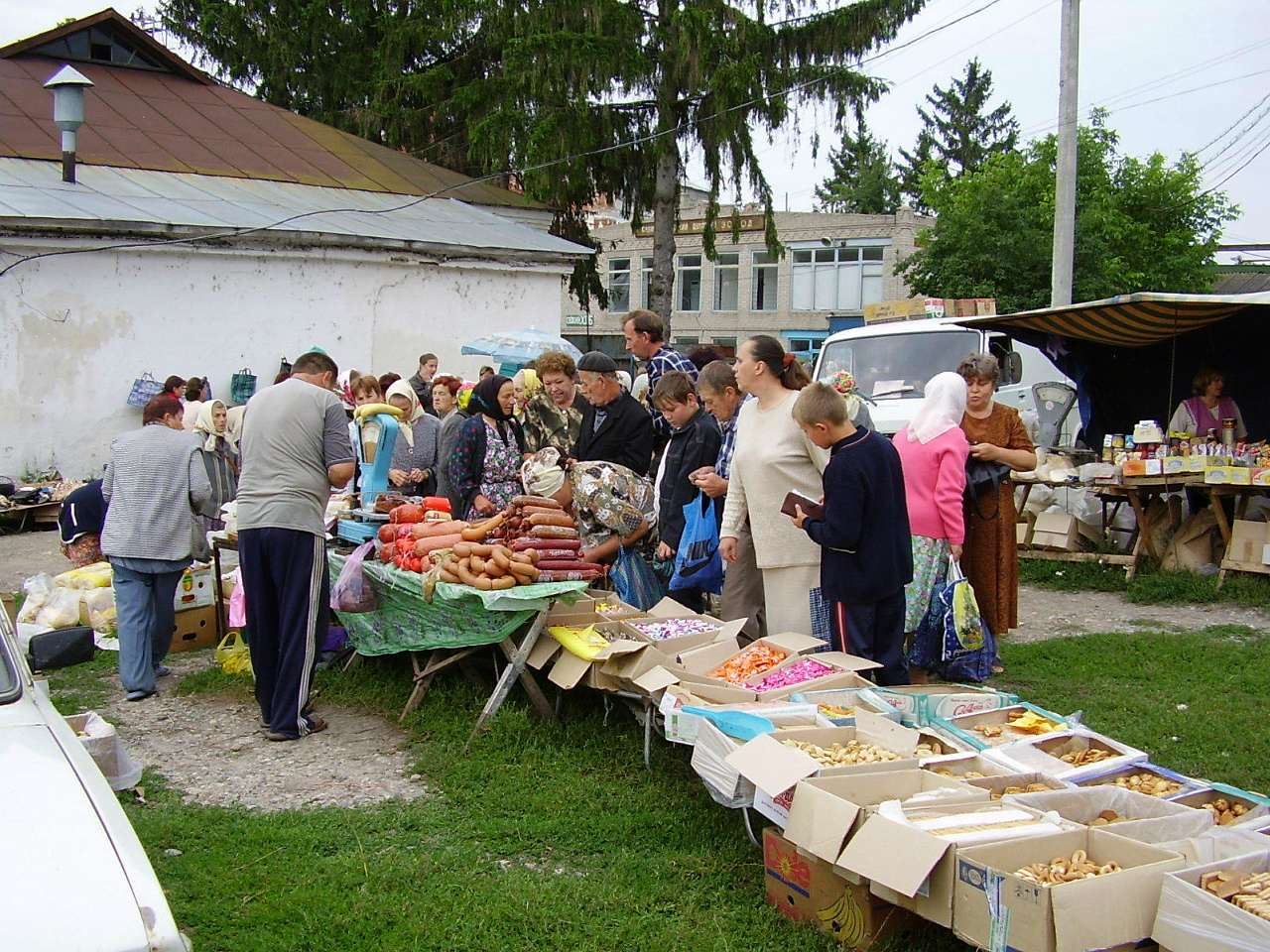
Ярмарок (2008 р.)

## Виноски
1. ↑  Департамент регіонального економічного розвитку Вінницької облдержадміністрації. Про схвалення у новій редакції проекту перспективного плану формування територій громад Вінницької області (PDF). Процитовано 5 березня 2025 року.
2. 1 2 3 4 5   Скоморошки. // Історія міст і сіл Української РСР. Вінницька область. — К. : Головна редакція УРЕ АН УРСР, 1972. — 630 с. — 15 000 прим. — С. 531.
3. ↑   Вінниччина в період Великої вітчизняної війни 1941—1945 рр. Хроніка подій. — К.: Наукова думка, 1965. — С. 47.
4. ↑  Кабінет Міністрів України — Про визначення адміністративних центрів та затвердження територій територіальних громад Вінницької області. www.kmu.gov.ua (ua) . Архів оригіналу за 4 березня 2021. Процитовано 10 листопада 2021.
5. ↑  Постанова Верховної Ради України від 17 липня 2020 року № 807-IX «Про утворення та ліквідацію районів»
6. ↑  Рідні мови в об'єднаних територіальних громадах України — Український центр суспільних даних